# Bobby Charlton

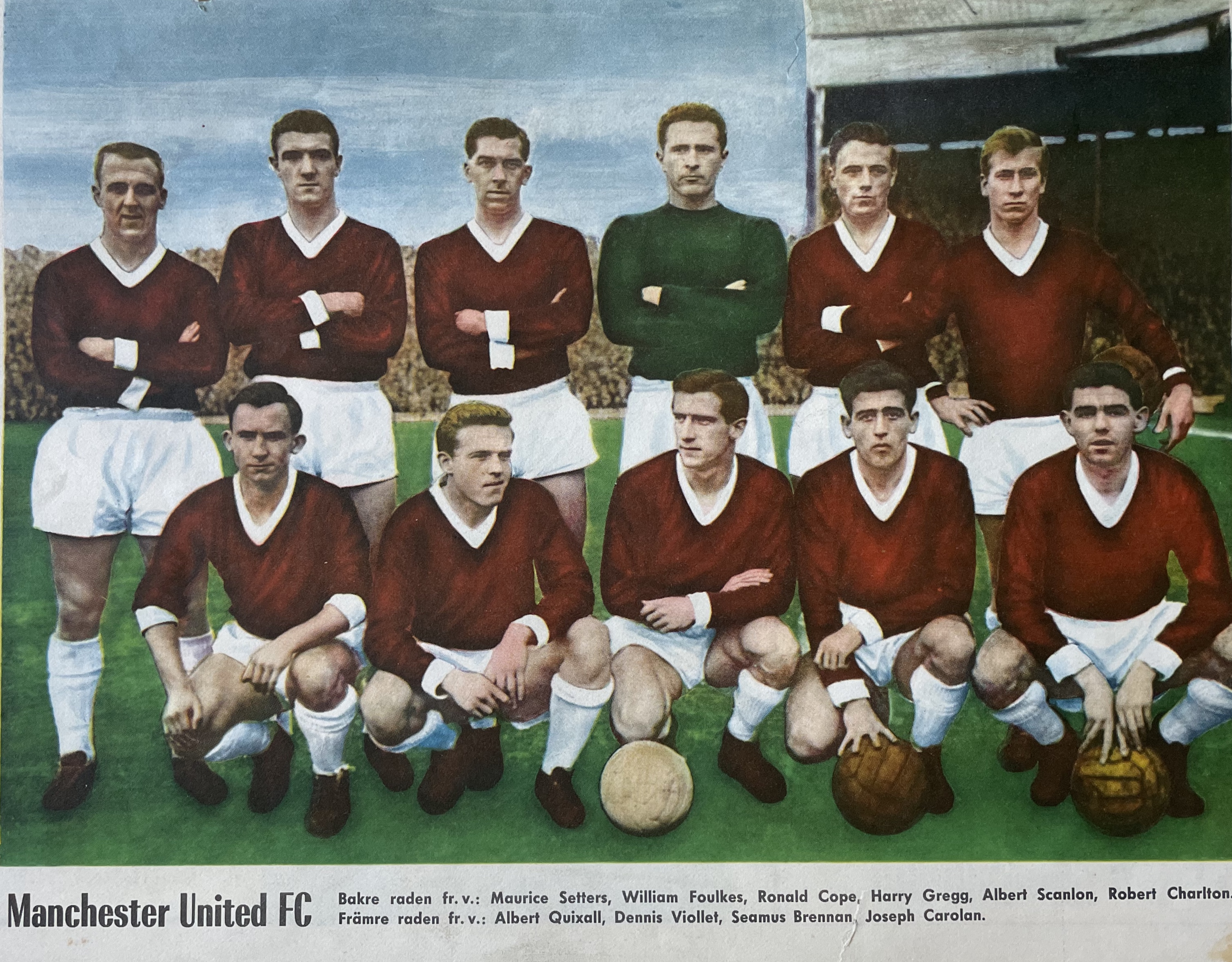
Manchester United F.C. 1960 – från vänster, stående: Maurice Setters, Bill Foulkes, Ronnie Cope, Harry Gregg, Albert Scanlon och Bobby Charlton. Främre raden från vänster: Okänd spelare, Albert Quixall, Dennis Viollet, Shay Brennan och Joe Carolan.

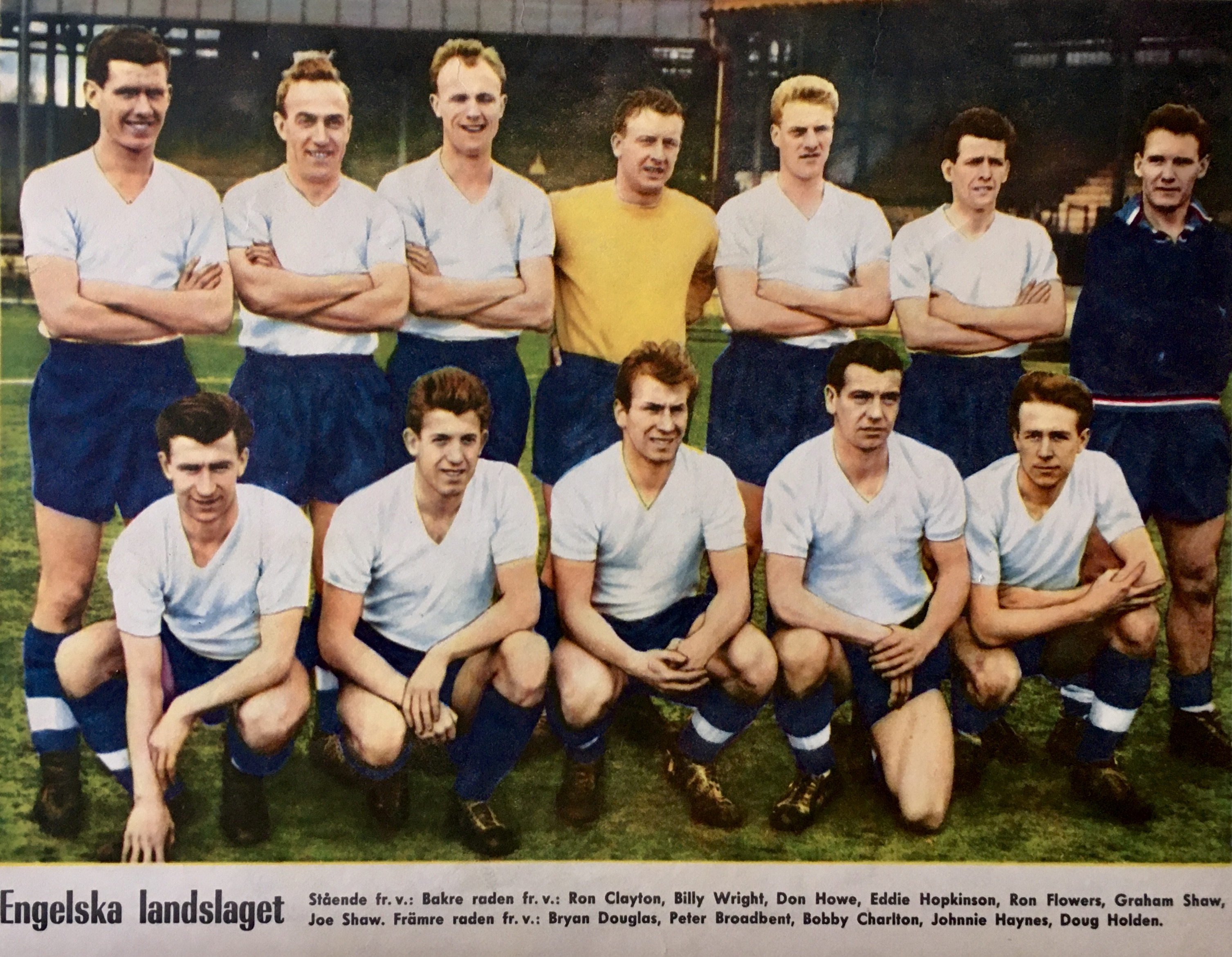
Englands vinnande lag mot Skottland på Empire Stadium, London den 11 april 1959. Från vänster, stående: Ronnie Clayton, Billy Wright (kapten), Don Howe, Eddie Hopkinson, Ron Flowers, Graham Shaw och Joe Shaw; främre raden från vänster: Bryan Douglas, Peter Broadbent, Bobby Charlton, Johnny Haynes och Doug Holden.

Robert "Bobby" Charlton, född 11 oktober 1937 i Ashington, Northumberland, död 21 oktober 2023 i Macclesfield, Cheshire, var en engelsk fotbollsspelare och var mittfältsdirigent i det engelska landslag som vann VM-guld på Wembley i London 1966. Samma år valdes han till Europas bäste fotbollsspelare av tidningen France Football och såväl 1967 som 1968 kom han tvåa. Då tidningen World Soccer lät sina läsare rösta fram 1900-talets bästa fotbollsspelare blev Charlton den främsta engelsmannen på tolfte plats.
Charlton spelade under många år i Manchester United (1956-73) och vann bland annat Europacupen för mästarlag 1968. Han var känd som gentlemannen, bland annat på grund av att han aldrig fick rött kort, inte ens gult, eftersom det inte fanns under hans aktiva år. Han mottog dock motsvarigheten till gult kort vid två tillfällen, en gång under VM 1966 mot Argentina och en gång mot Chelsea i en ligamatch. Han är den spelare som gjort mest ligamål för United (199) och var den, som deltagit i flest matcher för Manchester United fram till den 21 maj 2008 då Ryan Giggs blev ny rekordinnehavare. 
Charlton ligger på tredje plats över flest mål i det engelska landslaget, 49 mål på 106 landskamper (Wayne Rooney är tvåa med 53 mål, Harry Kane är etta med 61 mål). Enligt målvaktslegenden Gordon Banks åsikt gjorde Charlton sin bästa landskamp i 2-1-semifinalsegern mot Portugal i VM 1966. Charlton gjorde då båda Englands mål, vilket bidrog till att han i VM-finalen bevakades hela matchen av Västtysklands bästa spelare Franz Beckenbauer. Charlton var även med i VM i Chile 1962 då han spelade vänsterytter och i VM i Mexiko 1970 samt i EM 1968, där England tog brons efter en 2-0-seger över Sovjet. Charlton gjorde öppningsmålet i bronsmatchen.
Samma år gjorde Charlton två av målen då Manchester United som första engelska lag vann Europacupen för mästerlag genom att besegrade Benfica med 4-1 efter förlängning. Ett av Charltons mål var på nick, vilket var ovanligt. Charlton var känd för att vara en tvåfotad kanonskytt, som hade bra balans och teknik och dessutom var accelationssnabb och löpstark. Som ung var han i flera års tid vänsterytter. Efter Uniteds FA-cupsegern 1963 kom tonårssensationen George Best in som ytter i laget och då hittade Charlton sin bästa position som offensiv mittfältare. I sin självbiografi från 2007 berättar Charlton hur nöjd han blev då Best blev vänsterytter och han själv mittfältare i United. 
Charlton kallas numera oftast för Sir Bobby efter att han 1994 blivit adlad av den engelska drottningen. Han var i många år med i Manchester Uniteds styrelse och var då med om att 1986 välja Alex Ferguson till klubbens nye manager.
Charlton överlevde flygplansolyckan i München 1958, då bland andra tre av Uniteds engelska landslagsmän omkom. Planet som störtade var på väg hem efter en Europacupkvartsfinalmatch i Belgrad mot Röda Stjärnan. Charlton som då var 20 år hade gjort två av fullträffarna i 3-3-matchen. Flygolyckan bidrog till att han inte medverkade i VM i Sverige 1958, trots att han var med i VM-truppen. Charltons två år äldre bror Jack Charlton vann också han VM-guld 1966, men var aldrig en supertalang redan som tonåring såsom Bobby utan blev landslagsman först som 29-åring.
Bobby Charlton tillhörde ledningen för Manchester United från 1984.
För drygt tio år sedan utkom två självbiografier av Bobby Charlton: ”My Manchester United Years” utkom 2007 och ”My England Years” 2008.